# Roztoki (województwo dolnośląskie)

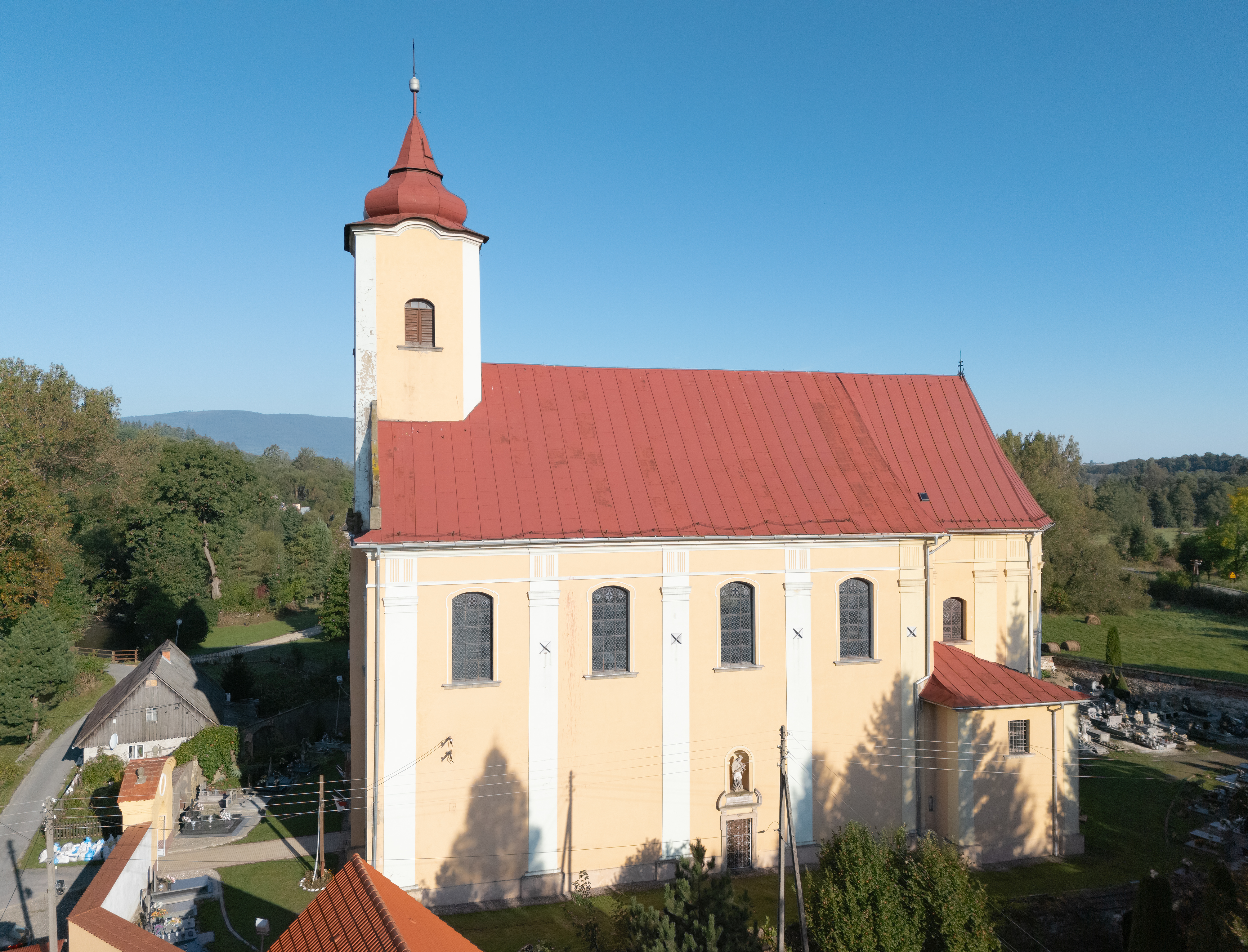
Kościół św. Marcina w Roztokach

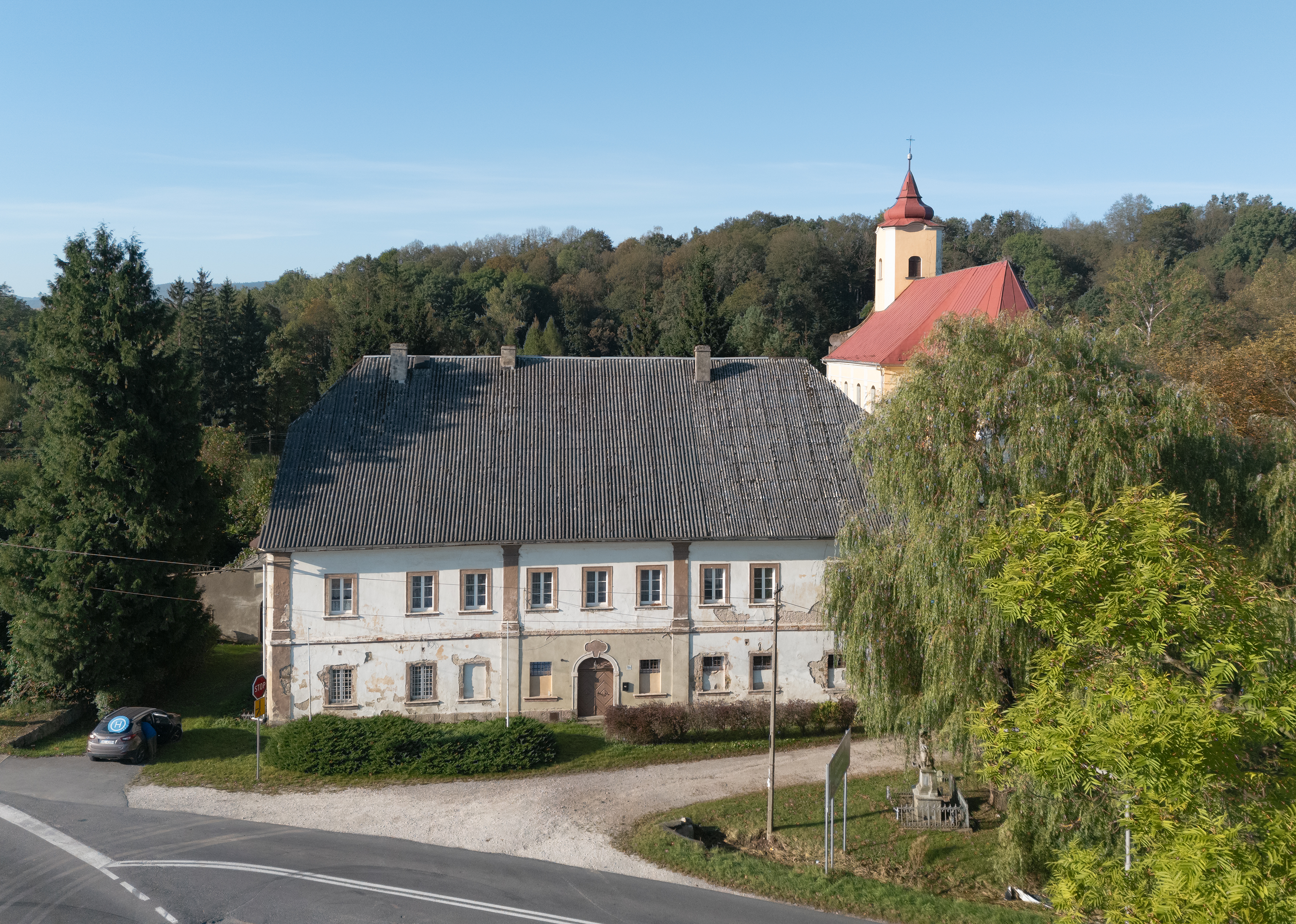
Zabytkowa plebania w Roztokach

Roztoki (niem. Schönfeld) – wieś w Polsce położona w województwie dolnośląskim, w powiecie kłodzkim, w gminie Międzylesie.

## Położenie
Roztoki leżą na północ od Międzylesia, na skraju Wysoczyzny Międzylesia, na wysokości około 390–425 m n.p.m. Wieś przecina droga krajowa nr 33, kierująca się do Czech.

## Podział administracyjny
W latach 1975–1998 miejscowość położona była w województwie wałbrzyskim.

## Historia
Pierwsza wzmianka wymieniająca Roztoki jako część posiadłości Zamku Szczerba pochodzi z 1358 roku. Już wtedy istniał we wsi kościół. W czasie wojen husyckich miejscowość znacznie ucierpiała. Na początku XVII wieku Roztoki zostały kupione przez rodzinę Tschirnhausów. W roku 1643 podczas wojny trzydziestoletniej wieś została złupiona przez wojska szwedzkie. W roku 1840 w miejscowości były 92 budynki, w tym: kościół z plebanią, dwór z folwarkiem, szkoła, gorzelnia, dwa młyny wodne i cegielnia. Mieszkańcy zajmowali się też produkcją płótna, w roku 1853 uruchomiono w Roztokach tkalnię mechaniczną. W 1875 roku zbudowano przystanek na linii kolejowej z Kłodzka do Międzylesia i wieś stała się punktem wypadowym dla turystów udających się w Masyw Śnieżnika i w Góry Bystrzyckie. Po 1945 roku wieś utrzymała swój charakter, przez pewien czas nadal działała tkalnia, która w późniejszym okresie została zamieniona w ośrodek kolonijny.

## Zabytki
Do wojewódzkiego rejestru zabytków wpisane są obiekty:
- kościół pw. św. Marcina, parafialny z 1722 r. z wieżą wzniesioną w 1772 r.[6],
- plebania z 1794 r.
- dwór, obecnie dom nr 16, z 1569 roku, przebudowany w XIX i XX w.,
- obora, z początku XIX w.

Inne zabytki:
- figura św. Jana Nepomucena pochodząca z XVIII w.

## Zbiornik
W Roztokach znajduje się zbiornik przeciwpowodziowy na potoku Goworówka.